# Challenger de Lima 2019
El Challenger de Lima de 2019, denominado por razones de patrocinio Lima Challenger Copa Claro 2019, fue un torneo de tenis profesional que se jugó en pistas de tierra batida. Se trató de la XIII edición del torneo que formó parte del ATP Challenger Tour 2019. Tuvo lugar en Lima, Perú del 21 al 27 de octubre de 2019 en las canchas del Club Terrazas de Miraflores.

## Distribución de puntos
| Modalidad    | Campeón | Finalista | Semifinales | Cuartos de final | 3ª ronda | 2ª ronda | 1ª ronda | Clasificados | 1ª ronda de clasificación |
| Individuales | 80      | 48        | 29          | 15               | 7        | 3        | 0        | 0            | -                         |
| Dobles       | 80      | 48        | 29          | 15               | -        | -        | 0        | 0            | -                         |

## Jugadores participantes del cuadro de individuales

### Cabezas de serie
| Favorito | País                  | Jugador                | Rank1 | Posición en el torneo |
| -------- | --------------------- | ---------------------- | ----- | --------------------- |
| 1        | Bandera de Italia     | Marco Cecchinato       | 73    | Segunda ronda         |
| 2        | Bandera de Argentina  | Leonardo Mayer         | 96    | Tercera ronda         |
| 3        | Bandera de Brasil     | Thiago Monteiro        | 100   | Campeón               |
| 4        | Bandera de Eslovaquia | Andrej Martin          | 114   | Segunda ronda         |
| 5        | Bandera de Portugal   | Pedro Sousa            | 115   | Segunda ronda         |
| 6        | Bandera de la India   | Sumit Nagal            | 128   | Segunda ronda         |
| 7        | Bandera de Argentina  | Federico Coria         | 130   | Finalista             |
| 8        | Bandera de Argentina  | Facundo Bagnis         | 144   | Semifinales           |
| 9        | Bandera de Italia     | Lorenzo Giustino       | 145   | Segunda ronda         |
| 10       | Bandera de Perú       | Juan Pablo Varillas    | 161   | Semifinales           |
| 11       | Bandera de España     | Mario Vilella Martínez | 178   | Tercera ronda         |
| 12       | Bandera de Portugal   | Joao Domingues         | 185   | Segunda ronda         |
| 13       | Bandera de Alemania   | Yannick Hanfmann       | 192   | Tercera ronda         |
| 14       | Bandera de Argentina  | Facundo Mena           | 196   | Segunda ronda         |
| 15       | Bandera de Brasil     | João Menezes           | 197   | Cuartos de final      |
| 16       | Bandera de Argentina  | Andrea Collarini       | 198   | Tercera ronda         |

- 1 Se ha tomado en cuenta el ranking del 14 de octubre de 2019.

### Otros participantes
Los siguientes jugadores recibieron una invitación (wild card), por lo tanto ingresan directamente al cuadro principal (WC):
- Mauricio Echazú
- Jorge Brian Panta
- Arklon Huertas del Pino
- Conner Huertas del Pino
- Pedro Iamachkine

Los siguientes jugadores ingresan al cuadro principal tras disputar el cuadro clasificatorio (Q):
- Rafael Matos
- Alejandro González

## Campeones

### Individual Masculino
- Thiago Monteiro derrotó en la final a  Federico Coria por 6-2, 6-7(7), 6-4.

### Dobles Masculino
- Ariel Behar/  Gonzalo Escobar derrotaron en la final a  Luis David Martínez/  Felipe Meligeni Rodrigues Alves por 6-2, 2-6, 10-3.